# Dekaloog, vijf
Dekaloog, vijf (Pools: Dekalog, pięć) is een Poolse televisiefilm uit 1988. Dit vijfde deel van de Dekaloogserie van regisseur Krzysztof Kieślowski gaat over het vijfde gebod: U zult niet doodslaan.
Een uitgebreide bioscoopversie van 85 minuten van dit deel werd uitgebracht als Gij zult niet doden, Pools: Krótki film o zabijaniu (Een korte film over doden).

## Verhaal
Piotr staat op het punt zijn balie-examen af te leggen om advocaat te worden. Hij stelt tijdens het examen dat straf nooit zinvol is geweest en slaagt voor het examen. Jacek is een 20-jarige man, afkomstig van het platteland. Hij dwaalt door de straten van Warschau en valt andere mensen lastig. Hij probeert een taxi te krijgen. Een taxichauffeur van middelbare leeftijd besteedt veel tijd aan het reinigen van zijn auto. Mensen die hij niet in zijn taxi wil, negeert hij.
Jacek stapt in de auto van de taxichauffeur. Op een afgelegen weg doodt hij de taxichauffeur met een touw en een steen. De jonge advocaat krijgt deze moord als eerste zaak toegewezen. Jacek wordt veroordeeld tot de doodstraf.
Voor de executie spreken Jacek en Piotr een laatste keer met elkaar. Piotr is net vader geworden. Piotr vertelt Jacek dat niet hij, maar zijn daad is veroordeeld, maar Jacek ziet geen verschil. Jacek onthult dat zijn geliefde 12-jarige zus vijf jaar eerder werd doodgereden door een dronken vriend van Jacek, die samen met hem wodka had gedronken. Jacek vraagt zich af of alles anders was gelopen als zijn zus niet zou zijn overleden. Hij verzoekt om in het graf met zijn zus en vader begraven te worden hoewel er nog maar één plaats is, die zijn moeder zou moeten afstaan.
Jacek wordt kort daarna op een gewelddadige en onwaardige wijze opgehangen. Piotr is hierbij aanwezig. In de laatste scène zit Piotr in zijn auto op het platteland terwijl hij gekweld roept: "Ik verafschuw het, ik verafschuw het".

## Rolverdeling
| Acteur                | Personage          |
| --------------------- | ------------------ |
| Miroslaw Baka         | Jacek              |
| Krzysztof Globisz     | Piotr, advocaat    |
| Jan Tesarz            | taxichauffeur      |
| Zbigniew Zapasiewicz  | politie-inspecteur |
| Barbara Dziekan-Wajda | kassierster        |